# محافظ سربی

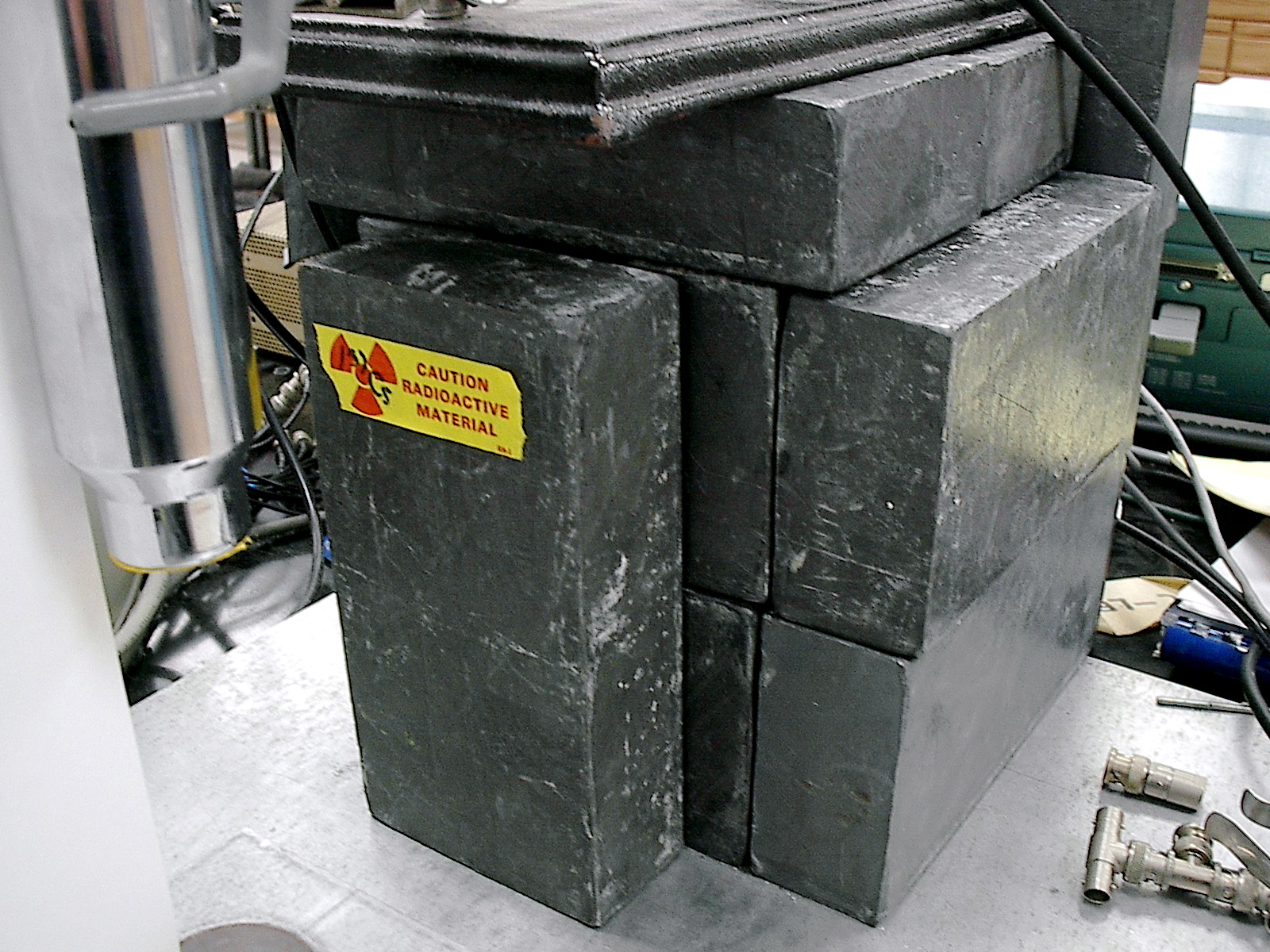
آجرهای سربی معمولاً به عنوان محافظ تشعشع استفاده می‌شوند.

محافظ یا لباس سربی (به انگلیسی: Lead shielding) به پوششی از سرب گفته می‌شود که به عنوان نوعی حفاظت در برابر تشعشع جهت محافظت از افراد یا اشیاء در برابر تشعشعات یا کاهش دوز مؤثر آن اشاره دارد. سرب به دلیل چگالی و عدد اتمی بالا به عنوان یک ماده سنگین، مقاوم در برابر حرارت، ضربه و اشعه، می‌تواند به‌طور مؤثر انواع خاصی از تشعشعات را کاهش دهد. اصولاً در متوقف کردن اشعه گاما و اشعه ایکس مؤثر است.

## عملکرد
چگالی بالای سرب به دلیل عدد اتمی بالا و طول پیوند نسبتاً کوتاه و شعاع اتمی آن است. عدد اتمی بالا به این معنی است که برای حفظ بار خنثی به الکترون‌های بیشتری نیاز است و طول پیوند کوتاه و شعاع اتمی کوچک به این معنی است که بسیاری از اتم‌ها را می‌توان در یک ساختار سربی خاص بسته‌بندی کرد. این چگالی بالا باعث افزایش توانایی سرب در جذب و کاهش انرژی پرتوها می‌شود و در نتیجه، سرب به عنوان یک ماده پرتوگیر بسیار مؤثر در حفاظت در برابر پرتوها استفاده می‌شود.

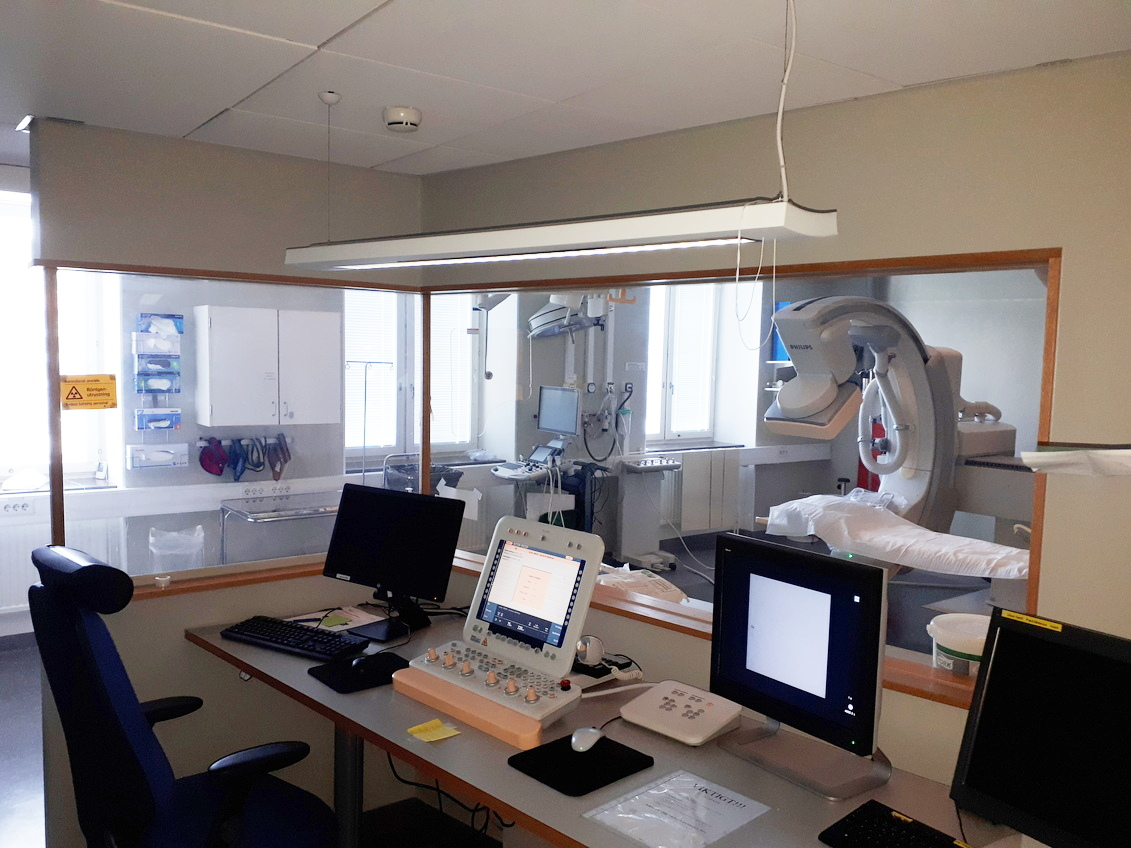
اتاق فلوروسکوپی با فضای کنترل جدا شده توسط شیشه سربی.

به دلیل چگالی بالا و تعداد زیادی الکترون، برای پراکندگی پرتوهای ایکس و گاما مناسب است. این پرتوها فوتونهایی را تشکیل می‌دهند که نوعی بوزون هستند که در تماس با الکترون‌ها انرژی را به آنها می‌رسانند. بدون محافظ سربی، الکترون‌های درون بدن فرد تحت تأثیر قرار می‌گیرند که می‌تواند به DNA آنها آسیب برساند. هنگامی که پرتو تلاش می‌کند از سرب عبور کند، الکترون‌های سرب انرژی را جذب و پراکنده می‌کنند. با این حال، سرب در برابر همه انواع تشعشعات مؤثر نیست. الکترون‌های پرانرژی (از جمله تابش بتا) که به سرب برخورد می‌کنند ممکن است تابش ترمزی ایجاد کنند که به‌طور بالقوه برای بافت بدن خطرناک‌تر از تابش اصلی است. علاوه بر این، سرب یک جذب‌کننده مؤثر تشعشعات نوترون نیست.

## انواع محافظ سربی
سرب برای محافظت در ماشین‌های اشعه ایکس، نیروگاه‌های هسته‌ای، آزمایشگاه‌ها، تأسیسات پزشکی، تجهیزات نظامی و سایر مکان‌هایی که ممکن است با تشعشعات مواجه شود استفاده می‌شود. تنوع زیادی در انواع محافظ‌های موجود برای محافظت از افراد، تجهیزات و آزمایش‌ها وجود دارد. برای مثال در طیف‌سنجی گاما، قلعه‌های سربی برای محافظت از کاوشگر در برابر تشعشعات محیطی ساخته می‌شوند. محافظ شخصی شامل پیش بند سربی (مانند لباس مورد استفاده هنگام عکسبرداری با اشعه ایکس دندان)، سپر تیروئید و دستکش‌های سربی است.
همچنین انواع مختلفی از دستگاه‌های محافظ برای تجهیزات آزمایشگاهی، مانند سازه‌هایی که از آجر سربی ساخته شده‌اند و ظروف سربی برای نگهداری و انتقال نمونه‌های رادیواکتیو، وجود دارند. در بسیاری از تأسیساتی که تشعشع تولید می‌شود، نیاز به تخته سه لا یا دیوار خشک با پوشش سرب است تا از اتاق‌های مجاور در برابر تشعشعات محافظت شود.

## پوشاک سربی
پیش بند سربی نوعی لباس محافظ است که به عنوان سپر تشعشع عمل می‌کند که لایه بیرونی آن از لاستیکی نازک و لایه داخلی آن از سرب به شکل پیش بند بیمارستانی ساخته شده‌است. هدف از پیش بند سربی کاهش قرار گرفتن اندام‌های حیاتی بیمار با اشعه ایکس است که در معرض اشعه یونیزان هنگام تصویربرداری پزشکی (رادیوگرافی، فلوروسکوپی، توموگرافی کامپیوتری) است.
حفاظت از اندام‌های تناسلی با پیش‌بند لاستیکی سربی بسیار مهم است، زیرا تغییرات DNA در اسپرم یا سلول‌های تخمک بیمار ممکن است نقص‌های ژنتیکی را به فرزندان بیمار منتقل کند و مشکلات جدی و غیرضروری برای کودک و والدینش ایجاد کند.
غده تیروئید در برابر قرار گرفتن در معرض اشعه ایکس آسیب‌پذیر است. قبل از گرفتن رادیوگرافی دندان باید یک پیشبند سربی روی غده تیروئید قرار گیرد. پیش بند مورد استفاده برای تصویربرداری دندان باید شامل یقه تیروئید باشد. با این حال، در کشورهای فقیرتر یا ضعیف‌تر، احتمالاً به دلیل هزینه چنین تجهیزاتی (تقریباً ۴۰ دلار)، چنین محافظی به بیماران داده نمی‌شود، اگرچه اپراتورها برای ایمنی خود از اتاق اشعه ایکس خارج می‌شوند.
ضخامت لازم سایش سرب (Pbeq) به مدت زمان و تعداد دفعات کار فرد در یک محیط درمعرض بستگی دارد. ضخامت پوشاک سربی باید حداقل ۰٫۲۵ میلی‌متر Pbeq باشد. در سالنی که از فلوروسکوپی استفاده می‌شود (مانند ارتوپدی، کاردیولوژی یا رادیولوژی مداخله ای) نیز حداقل باید ۰٫۳۵ یا ۰٫۵ میلی‌متر ضخامت داشته باشند.

## نگارخانه

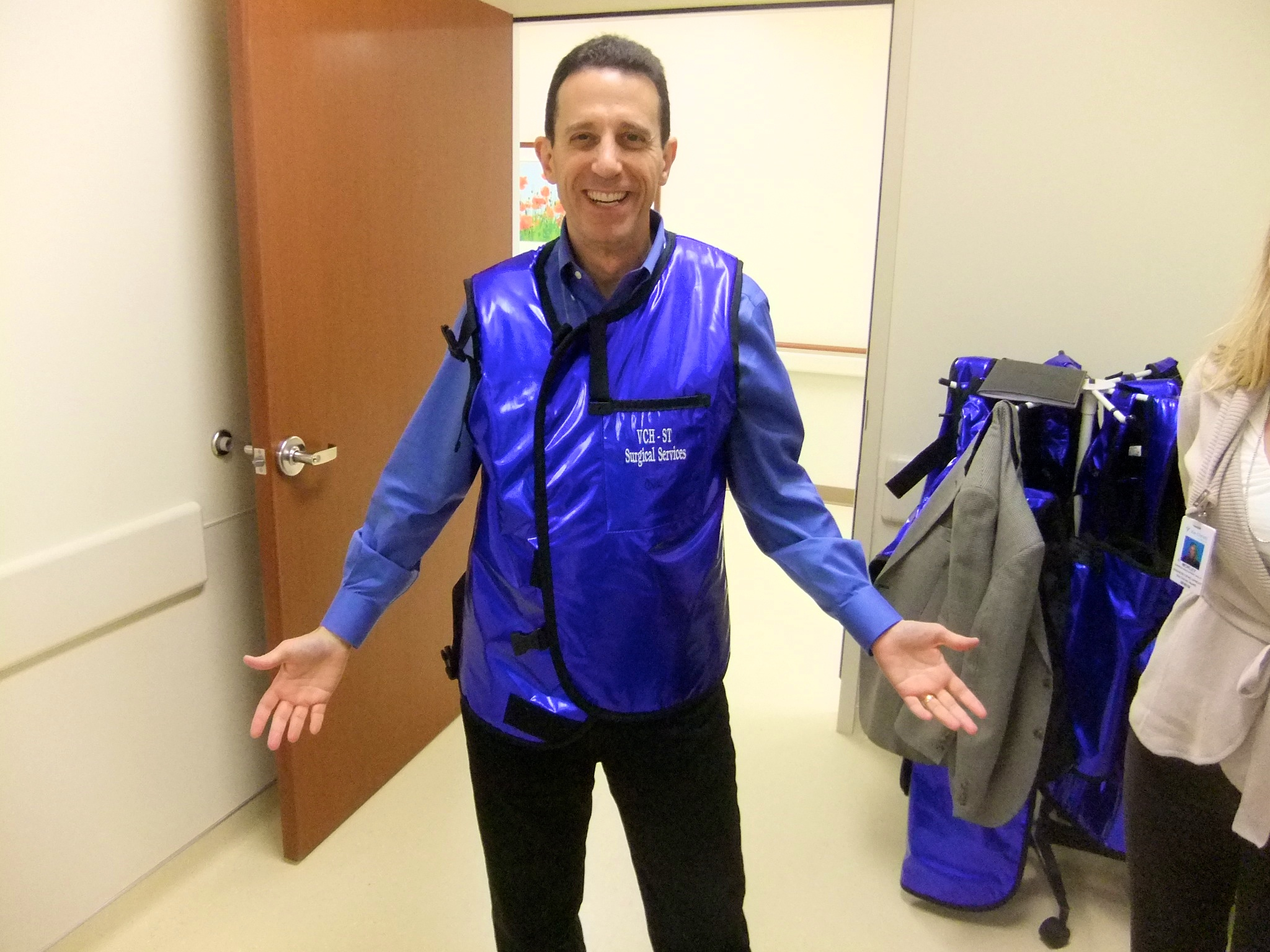
یک پیش بند سربی با روکش لاستیکی از اندام‌ها در برابر قرار گرفتن در معرض اشعه ایکس محافظت می‌کند.
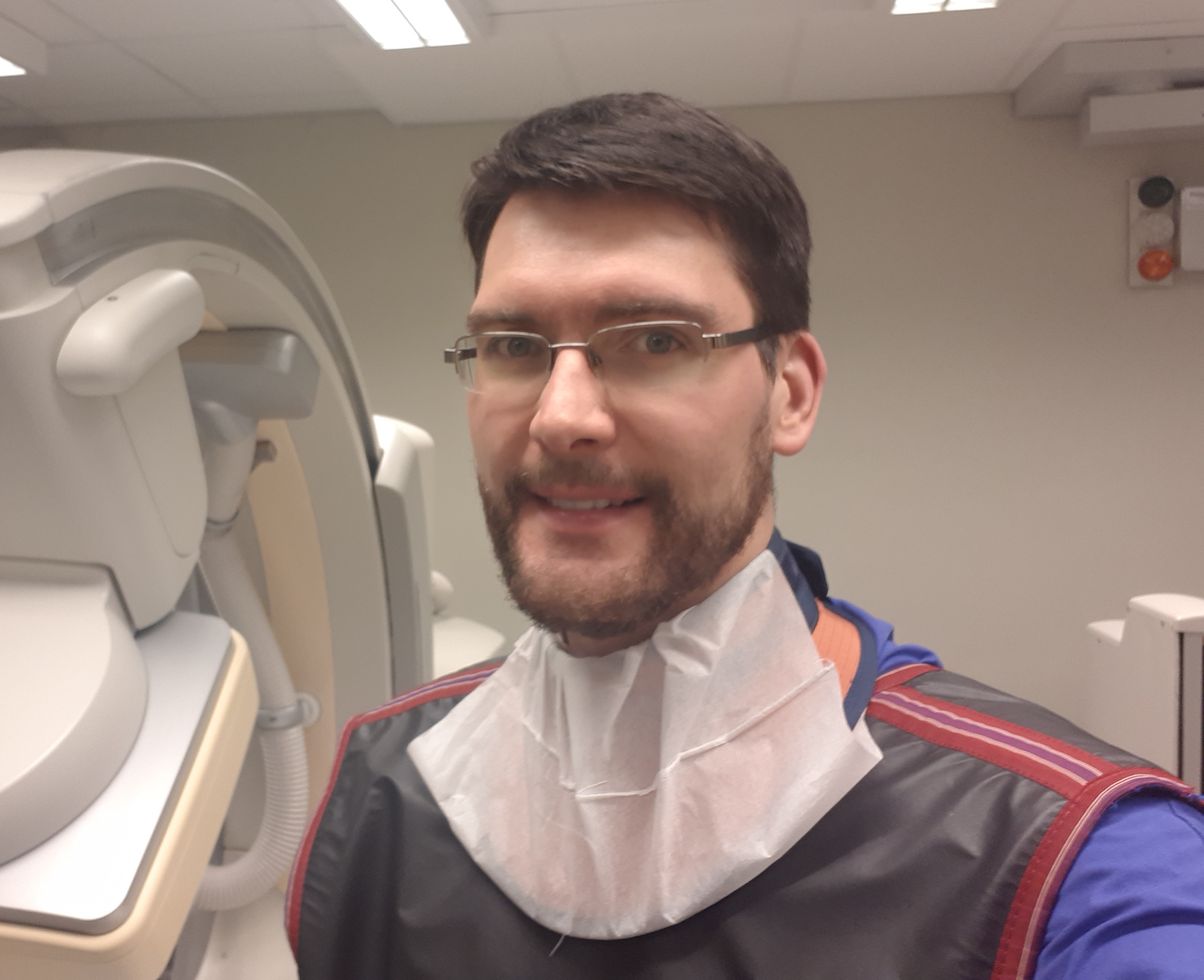
محافظ غده تیروئید
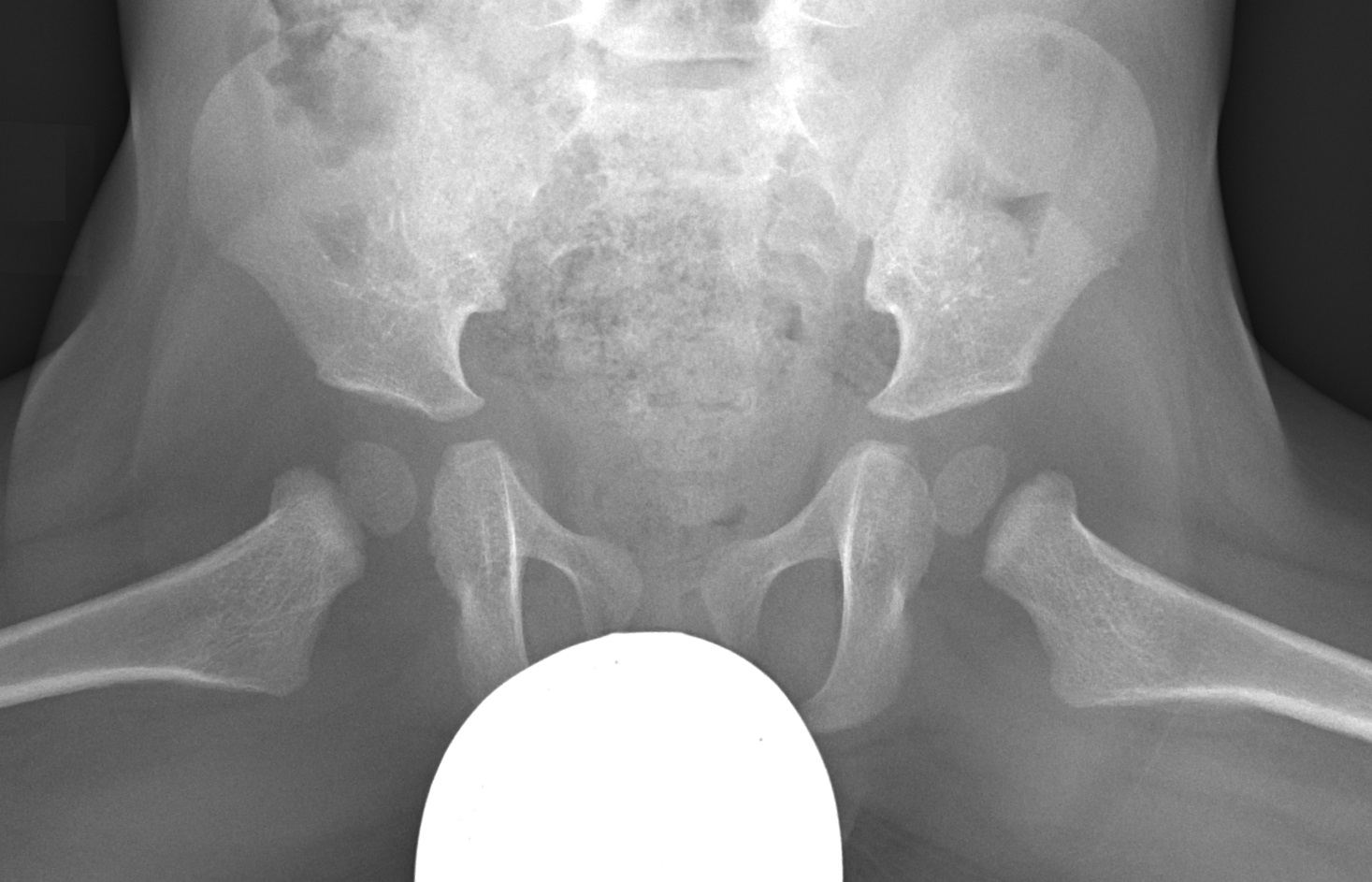
تصویر اشعه ایکس لگن با محافظ بیضه
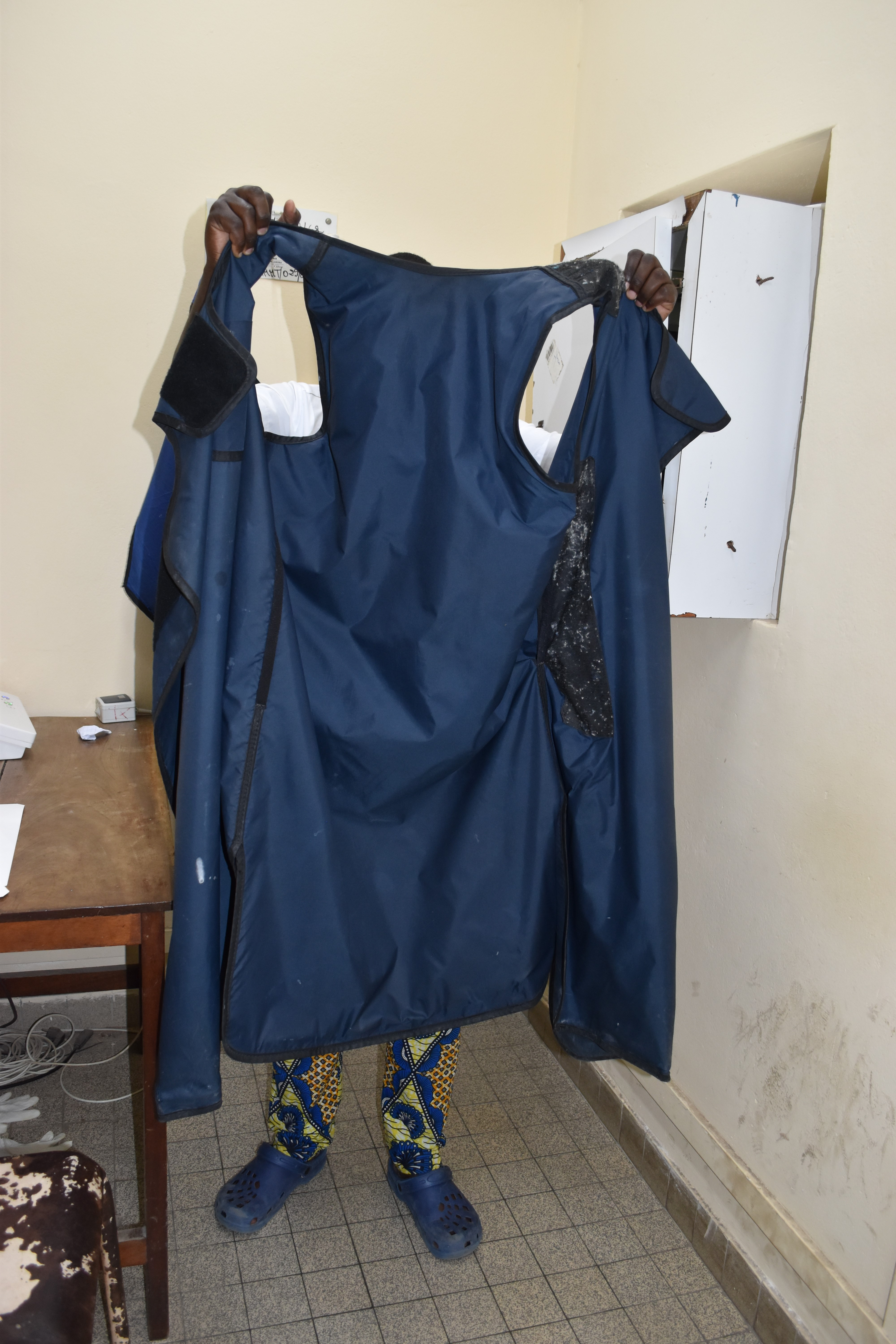
یک پیش بند سربی جهت محافظت از بدن در برابر اثرات منفی اشعه ایکس